# SMIC
Semiconductor Manufacturing International Corporation (SMIC) е частично държавна публично регистрирана китайска компания за производство на полупроводници. Това е най-големият производител на чипове в континентален Китай.
Седалището на SMIC е в Шанхай и е регистрирана на Каймановите острови. Има обекти за производство на полупроводникови пластини в континентален Китай, офиси в Съединените щати, Италия, Япония и Тайван, както и представителство в Хонконг. Той предоставя услуги за производство на интегрални схеми (IC) по технологични процеси от 350 nm до 7 nm. Financial Times съобщава, че SMIC се очаква да предложи услуги за производство на IC по процес 5 nm през 2024 г.
Държавният доставчик на цивилно и военно телекомуникационно оборудване Datang Telecom Group, както и Китайският инвестиционен фонд за ИС са основни акционери на SMIC. Сред известни клиенти на SMIC са Huawei, Qualcomm, Broadcom и Texas Instruments. SMIC е основен акционер и доставчик на Brite Semiconductor. Компанията се разширява в началото на 2020 г., като построява четири 28 nm производствени фабрики в Китай в резултат на съвместно начинание с Китайския държавен фонд за полупроводници; фабриките се очаква да излязат онлайн през 2023 и 2024 г.

## История
SMIC е основана от Ричард Чжан Цзуин (на китайски: 張汝京) през април 2000 г.
IPO на Хонконгската и Нюйоркската фондови борси се провежда през 2004 г.
През май 2019 г. SMIC напуска американските фондови борси, подобно на много други емитенти от Китай, поради американските санкции (американските власти препоръчват на доставчиците да се въздържат от сътрудничество с тази китайска компания, тъй като се подозира, че обслужва китайски поръчки за отбрана; самата SMIC отрича тези обвинения).
В края на 2021 г. приходите на SMIC възлизат на 5,44 милиарда долара, нетната печалба – на 1,7 милиарда долара. И двете цифри са рекордни за компанията.